# Élections sénatoriales de 2004 dans le Haut-Rhin
Les élections sénatoriales dans le Haut-Rhin ont eu lieu le dimanche 26 septembre 2004. Elles ont eu pour but d'élire les sénateurs représentant le département au Sénat pour un mandat de dix années.

## Contexte départemental
Lors des élections sénatoriales du 24 septembre 1995 dans le Haut-Rhin, trois sénateurs ont été élus selon un mode de scrutin proportionnel : un RPR et deux UDF.
Depuis, tous les effectifs du collège électoral des grands électeurs ont été renouvelés, avec les élections législatives françaises de 2002, les élections régionales françaises de 2004, les élections cantonales de 2001 et 2004 et les élections municipales françaises de 2001.

## Sénateurs sortants
| Sénateur | Sénateur             | Parti | Fonctions lors de l'élection en 1995                       |
| -------- | -------------------- | ----- | ---------------------------------------------------------- |
|          | Daniel Eckenspieller | UMP   | Maire d'Illzach                                            |
|          | Hubert Haenel        | UMP   | Sénateur sortant, conseiller régional, maire de Lapoutroie |
|          | Jean-Louis Lorrain   | UMP   | Conseiller général, maire de Landser                       |

## Présentation des listes et des candidats
Les nouveaux représentants sont élus pour une législature de 10 ans au suffrage universel indirect par les 1829 grands électeurs du département. Dans le Haut-Rhin, les sénateurs sont élus au scrutin proportionnel plurinominal. Compte tenu des évolutions démographiques, leur nombre change en 2004, passant de 3 à 4 sénateurs à élire et 6 candidats doivent être présentés sur la liste pour qu'elle soit validée. Chaque liste de candidats est obligatoirement paritaire et alterne entre les hommes et les femmes. 10 listes ont été déposées dans le département. Elles sont présentées ici dans l'ordre de leur dépôt à la préfecture et comportent l'intitulé figurant aux dossiers de candidature.

### Divers droite
| N° | Candidats | Candidats            | Parti | Principale fonction |
| -- | --------- | -------------------- | ----- | ------------------- |
| 01 |           | René Danesi          | UDF   |                     |
| 02 |           | Odile Uhlrich-Mallet | UDF   |                     |
| 03 |           | Jean-Marie Belliard  | UMP   |                     |
| 04 |           | Agnès Henrichs       | DVG   |                     |
| 05 |           | Christian Galli      | DVD   |                     |
| 06 |           | Annie Humbrecht      | DVD   |                     |

### Union pour un mouvement populaire
| N° | Candidats | Candidats            | Parti | Principale fonction                                    |
| -- | --------- | -------------------- | ----- | ------------------------------------------------------ |
| 01 |           | Hubert Haenel        | UMP   | Sénateur sortant                                       |
| 02 |           | Catherine Troendlé   | UMP   | Maire de Ranspach-le-Bas                               |
| 03 |           | Jean-Louis Lorrain   | UMP   | Sénateur sortant, conseiller général, maire de Landser |
| 04 |           | Françoise Boog       | UMP   |                                                        |
| 05 |           | Helmuth Bihl         | UMP   |                                                        |
| 06 |           | Marie-Madeleine Guth | UMP   |                                                        |

### Divers droite
| N° | Candidats | Candidats           | Parti | Principale fonction     |
| -- | --------- | ------------------- | ----- | ----------------------- |
| 01 |           | Gilbert Meyer       | UMP   | Député, maire de Colmar |
| 02 |           | Annick Lutenbacher  | DVD   |                         |
| 03 |           | Denis Wiederkehr    | DVD   |                         |
| 04 |           | Annette Costa Ludin | UDF   |                         |
| 05 |           | Bernard Brugger     | DVD   |                         |
| 06 |           | Lara Million        | UMP   |                         |

### Divers
| N° | Candidats | Candidats            | Parti | Principale fonction |
| -- | --------- | -------------------- | ----- | ------------------- |
| 01 |           | Dominique Gissinger  | DIV   |                     |
| 02 |           | Jean-Marc Schuller   | DIV   |                     |
| 03 |           | Cécile Weinstoerffer | DIV   |                     |
| 04 |           | Joseph Goester       | DIV   |                     |
| 05 |           | Claudine Muller      | DIV   |                     |
| 06 |           | Emmanuel Kettela     | DIV   |                     |

### Union pour la démocratie française
| N° | Candidats | Candidats                | Parti | Principale fonction          |
| -- | --------- | ------------------------ | ----- | ---------------------------- |
| 01 |           | Charles Buttner          | UDF   | Président du conseil général |
| 02 |           | Hélène Baumert           | UDF   |                              |
| 03 |           | Patrick Fischer          | UDF   |                              |
| 04 |           | Martine Laemlin-Delmotte | UDF   |                              |
| 05 |           | Christian Klinger        | UDF   |                              |
| 06 |           | Marie-Léonce Ling        | UDF   |                              |

### Parti socialiste - Les Verts
| N° | Candidats | Candidats            | Parti | Principale fonction                               |
| -- | --------- | -------------------- | ----- | ------------------------------------------------- |
| 01 |           | Jean-Marie Bockel    | PS    | Maire de Mulhouse, ancien ministre, ancien député |
| 02 |           | Patricia Schillinger | PS    |                                                   |
| 03 |           | Jacques Muller       | Verts |                                                   |
| 04 |           | Danielle Rubrecht    | PS    |                                                   |
| 05 |           | Paul Coleiro         | PS    |                                                   |
| 06 |           | Catherine Hoffarth   | PS    |                                                   |

### Divers
| N° | Candidats | Candidats        | Parti | Principale fonction |
| -- | --------- | ---------------- | ----- | ------------------- |
| 01 |           | Christine Schwab | DIV   |                     |
| 02 |           | Francis Vonarb   | DIV   |                     |
| 03 |           | Patricia Jacquey | DIV   |                     |
| 04 |           | Bruno Meyer      | DIV   |                     |
| 05 |           | Romy Lochert     | DIV   |                     |
| 06 |           | Max Delmond      | DIV   |                     |

### Écologiste
| N° | Candidats | Candidats       | Parti | Principale fonction |
| -- | --------- | --------------- | ----- | ------------------- |
| 01 |           | Colette Marchal | ECO   |                     |
| 02 |           | Gilbert Kuntz   | ECO   |                     |
| 03 |           | Danièle Kiefer  | ECO   |                     |
| 04 |           | Jean Bitterlin  | ECO   |                     |
| 05 |           | Sylviane Kletty | ECO   |                     |
| 06 |           | Jean-Paul Gross | ECO   |                     |

### Front national
| N° | Candidats | Candidats         | Parti | Principale fonction   |
| -- | --------- | ----------------- | ----- | --------------------- |
| 01 |           | Patrick Binder    | FN    | Conseiller régional   |
| 02 |           | Irène Kayser      | FN    |                       |
| 03 |           | René Curan        | FN    |                       |
| 04 |           | Martine Binder    | FN    | Conseillère régionale |
| 05 |           | Bruno Haebig      | FN    |                       |
| 06 |           | Catherine Portier | FN    |                       |

### Alsace d'abord
| N° | Candidats | Candidats           | Parti | Principale fonction |
| -- | --------- | ------------------- | ----- | ------------------- |
| 01 |           | Christian Chaton    | ADA   |                     |
| 02 |           | Agnès Harnist       | ADA   |                     |
| 03 |           | Thierry Gross       | ADA   |                     |
| 04 |           | Gabrielle Centlivre | ADA   |                     |
| 05 |           | Roland Vernizeau    | ADA   |                     |
| 06 |           | Christiane Ingold   | ADA   |                     |

## Résultats
| Tête de liste  | Tête de liste       | Liste          | Voix  | %      | Élus |
| -------------- | ------------------- | -------------- | ----- | ------ | ---- |
|                | Hubert Haenel       | UMP            | 532   | 29,56  | 2    |
|                | Jean-Marie Bockel   | PS             | 498   | 27,67  | 2    |
|                | René Danesi         | UDF-UMP        | 240   | 13,33  |      |
|                | Gilbert Meyer       | UMP-UDF        | 208   | 11,56  |      |
|                | Charles Buttner     | UDF            | 185   | 10,28  |      |
|                | Dominique Gissinger | DIV            | 56    | 3,11   |      |
|                | Colette Marchal     | ÉCO            | 26    | 1,44   |      |
|                | Patrick Binder      | FN             | 21    | 1,17   |      |
|                | Christine Schwab    | DIV            | 21    | 1,17   |      |
|                | Christian Chaton    | ADA            | 13    | 0,72   |      |
|                |                     |                |       |        |      |
| Inscrits       | Inscrits            | Inscrits       | 1 829 | 100,00 |      |
| Abstentions    | Abstentions         | Abstentions    | 13    | 0,71   |      |
| Votants        | Votants             | Votants        | 1 816 | 99,29  |      |
| Blancs et nuls | Blancs et nuls      | Blancs et nuls | 16    | 0,88   |      |
| Exprimés       | Exprimés            | Exprimés       | 1 800 | 99,12  |      |

### Sénateurs élus
| Sénateur | Sénateur             | Parti |
| -------- | -------------------- | ----- |
|          | Jean-Marie Bockel    | PS    |
|          | Patricia Schillinger | PS    |
|          | Hubert Haenel        | UMP   |
|          | Catherine Troendlé   | UMP   |